# Цитидин
Цитидин — нуклеозидна молекула, що формується приєднанням цитозину у до кільця рибози за допомогою β-N1-глікозидного зв'язку. Цитидин є компонентом РНК.
Якщо цитозин приєднується до дезоксирибози, таке з'єднання називається дезоксицитидином.

## Фізичні властивості
Білий кристалічний порошок, добре розчинний у воді, незначно розчинний у етанолі.

## Наявність у продуктах харчування
Джерелами цитидину є продукти з високим вмістом РНК, такі як м'ясо, пивні дріжджі, а також їжа і напої, багаті на піримідин (наприклад, пиво).
Під час травлення багата на РНК їжа розпадається на рибозопіримідини (цитидин і уридин), які всмоктуються у незмінному вигляді.
У людей цитидин з їжі перетворюється на уридин — компонент, що можливо стоїть за метаболічними ефектами цитидину.

## Аналоги
Існує кілька структурних аналогів цитидину з потенційно корисною фармакологією. Наприклад, KP-1461 — препарат антиретровірусної терапії, який діє як мутаген вірусів, або зебуларин, що є у E. coli і що проходить випробовування як препарат хіміотерапії.
Низькі дози Азацитидину і його аналога децитабіну показали деяку анти-ракову дію шляхом епігенетичного деметилювання.

## Біологічна дія
На додачу до ролі піримідинового компоненту у будові РНК, було встановлено, що цитидин керує нейронно-гліальним глутамат-глутаміновим циклом, впливаючи на фосфоліпідний метаболізм, синтез катехоламінів та функцію мітохондрій. При цьому у пацієнтів з біполярним розладом прийняття препаратів цитидину знижує рівні глутамату таглутаміну у півкулях головного мозку. Через це цитидин розглядається як потенційний глутаматергічний антидепресантний препарат.